# HDFC
HDFC（英語：Housing Development Finance Corporation、日本語訳：住宅開発金融会社）は、インドの非銀行系金融会社。

## 概要
1977年、国内における住宅不足の解消と住宅保有率向上を目的に設立された。主な事業は住宅ローンで、流通網を49の事務所と243の系列販売店を基幹にして全国に張り巡らしている。さらに出先機関により全国90箇所を網羅し、マーケティング事業を強化している。住宅ローンはHDFC銀行やHDFCセールスおよび代理店による直接専門販売員方式がとられている。
また、国外に居住するインド人のためにロンドン、クウェート、オマーン、カタール、ドバイ、アブダビ、シャールジャ、アル＝コバル、ジッダ、リヤドなど湾岸諸国を中心に国外事業所を展開している。

## 関連会社
- HDFC銀行